# 中国株
中国株（ちゅうごくかぶ）は、上海証券取引所・深圳証券取引所・香港証券取引所に上場している株式の銘柄の総称。また、シンガポール証券取引所（S株）や米国の証券取引所（N株）やロンドン証券取引所（L株）など海外の証券取引所に上場している中国企業の株式を含む場合もある。ただし、台湾証券取引所に上場している銘柄は例外的に取り扱われることが多く、台湾株、あるいは韓国株と一緒にアジア株などといわれることが多い。

## 銘柄の区分
中国本土の上海証券取引所・深圳証券取引所は、人民元建てのA株と外貨建てのB株に分かれている。中国は資本の移動の自由がないため、A株の取引は中国大陸外からは制限されている。B株は逆に中国大陸内からの取引が制限されていたが、2001年2月19日から中国大陸内からも取引できるようになった。2022年9月1日現在、香港証券取引所の銘柄は2578銘柄、A株は上海と深圳合わせて4328銘柄、B株は86銘柄。B株はとても少ない。
香港証券取引所に上場している銘柄のうち、中国大陸で登記している中国企業の銘柄をH株と呼ぶ。香港やタックス・ヘイブン等、中国大陸外で登記している銘柄のうち、中国政府系をレッドチップと呼び、民間中国企業をPチップと呼ぶ。
シンガポール証券取引所に上場している中国企業はS株、米国の証券取引所はN株、ロンドン証券取引所はL株と呼ぶ。

## 沿革
1949年に中華人民共和国が建国され、上海証券取引所が廃止された。
1990年に、上海証券取引所と深圳証券取引所が再開もしくは設立された。
1993年7月15日、青島ビールの青岛啤酒股份有限公司が中国大陸の企業として初めて香港証券取引所に上場した。最初のH株。
中国株は、2000年ごろから使われ始めた言葉。それ以前にはアジア株・香港株などが用いられたが、2001年本土B株国内開放でB株が急騰、一躍日本でも注目されたために、この言葉が普及し始めた。
2002年11月、適格海外機関投資家制度（QFII）が始まり、中国大陸外の適格海外機関投資家が投資限度枠内で中国大陸内の株式を取引できるようになった。
2003年ごろから、香港証券取引所に上場する中国企業（H株）に注目が集まり、同年末から翌年初頭にかけて急騰。この件を境に、日本で中国株といった場合、B株を指すことはほとんどなくなり（B株は銘柄がそもそも少なく、優良銘柄も限られており、2001年以降、指数も総じて低迷したため）、ほぼ香港上場銘柄を指すようになった。
2005年7月に中国の通貨である人民元が実質的に切り上げられ、固定レートから条件付ながら変動レートに変わったこともあって、中国の経済成長期待とあいまって、人民元高が進行することになる。元高は中国企業にとっては基本的にはプラスになるため、再び中国株（特にH株）が上昇し始めた。一方で、中国で課題だった銀行改革を、主要銀行の株式上場という手段で解決しようとする動きもあり、2005年ごろから主要銀行が続々と上場、IPO（新規株式公開）銘柄が人気を博し、2006年を通じて、H株中心に中国株全般が値上がりした。
A株に関しては、2007年10月にCSI300指数は5891.72をつけるが、リーマン・ショックで2008年11月に1606.73まで73%下落し、次に高値を更新したのは2021年2月の5930.91だった。H株に関しては、2007年11月にハンセン中国企業指数は20609.10をつけるが、2008年10月に4792.37まで77%下落し、2022年9月現在、一度も高値を更新していない。
2006年4月、適格国内機関投資家制度（QDII）を開始して、中国大陸内の機関投資家が中国大陸外の株式を取引できるようにした。2011年12月、人民元適格海外機関投資家制度（RQFII）を開始して、中国大陸外の機関投資家が投資限度枠内でオフショアで調達した人民元で中国大陸内に投資できるようになった。
2014年11月17日より香港証券取引所経由で中国大陸外から適格機関投資家でなくても上海A株が取引可能になった（ただし色々と規制はある）。同様に2016年12月5日より深圳A株が取引可能になった。2017年に債券も追加になった。
2015年にチャイナ・ショックが発生。A株のCSI300指数は5380.42から2821.21へと48%下落し、H株のハンセン中国企業指数は14962.74から7498.81へと50%下落した。
2018年のドナルド・トランプ政権時代の米中貿易戦争により、A株のCSI300指数は4403.34から2935.83へと33%下落し、H株のハンセン中国企業指数は13962.53から9761.60へと30%下落した。
2019年6月25日、日中ETFコネクティビティ（日中ETF互通）により、日中それぞれの取引所で、相手国のETFを利用する形でETFが上場可能になった。これにより、中国大陸の取引所に日本の株価指数のETFが上場し、東京証券取引所の中国の株価指数のETFは中国側のETFを利用する形になった。
2021年、新型コロナウイルスの流行により、A株のCSI300指数は5930.91から下落している最中で、H株のハンセン中国企業指数は12271.60から下落している最中である。

## AH価格差
同じ会社が中国大陸内ではA株として、香港ではH株として上場しているが、資本の移動の自由がないため、その価格が一致していない。その価格差をAH価格差という。それに対する指数として、ハンセン・ストック・コネクト中国AHプレミアム指数（Hang Seng Stock Connect China AH Premium Index）があり、同一価格であれば100で、A株の方が高ければ100以上になる。2014年頃は100前後だったが、それ以降は2022年現在上昇し続けていて、A株の方が割高になっている。中国大陸内からもH株は買えるが、色々と制限がかかっている。

## 株価指数
- CSI300指数 - A株
- FTSE中国A50指数 - A株
- 上海総合指数 - 上海A株、上海B株
- 上海50指数 - 上海A株
- 深圳成分指数 - 深圳A株
- ハンセン中国レッドチップ指数 - レッドチップ
- ハンセン中国企業指数 - H株、レッドチップ、Pチップ
- FTSE中国50指数 - H株、レッドチップ、Pチップ
- ハンセン指数 - 香港企業、H株、レッドチップ、Pチップ
- NASDAQゴールデン・ドラゴン中国指数 - N株（名前にNASDAQが付いているがニューヨーク証券取引所なども含む）[18]
- MSCI中国指数 - A株、B株、H株、レッドチップ、Pチップ、海外上場（N株など）[19]

## 日本の証券会社
中国株の売買は、日本のどの証券会社でもできるというわけではない。香港証券取引所の銘柄は多くの証券会社が扱っている。上海証券取引所・深圳証券取引所のA株・B株は東洋証券、内藤証券、アイザワ証券、東海東京証券が扱っている。楽天証券は香港証券取引所の銘柄と上海A株を扱っている。また、日本が休日の場合、香港市場が開いていても取り扱いのできないところが大半である。

## 参照
1. ↑  中国株式の基礎知識1│中国株│ＳＭＢＣ日興証券
2. ↑  SZBSHR 銘柄 - 中国 深センB株指数 名称 - Bloomberg Markets
3. ↑  中国株式市場の概要 | お取引について | 東洋証券
4. ↑  交易所介绍 | 上海证券交易所
5. ↑  深圳证券交易所-本所简介
6. ↑  青岛啤酒官方网站-关于我们
7. ↑  ネイホウ！H株_内藤証券中国部のキーマンが見た「中国株の底流」 | 研修医・医師向けコンテンツサイト Doctor's Gate
8. 1 2  QFII｜証券用語解説集｜野村證券
9. ↑  Q&A　外資規制と熱銭: 日本経済新聞
10. 1 2  上海・香港の相互取引開始　中国、証券開放へ始動: 日本経済新聞
11. ↑  深圳・香港で株相互取引スタート: 日本経済新聞
12. ↑  Bond Connect Successfully Launched - HKEX
13. ↑  日中ETFコネクティビティ記念セレモニーの開催について | 日本取引所グループ
14. ↑  日中ETFコネクティビティについて 日本取引所グループ グローバル戦略部
15. ↑  取扱銘柄 | 中国株式 | 外国株式・海外ETF | 楽天証券
16. ↑  中国株式の基礎知識5│中国株│ＳＭＢＣ日興証券
17. ↑  Hang Seng Stock Connect China AH Premium Index - Hang Seng Indexes
18. ↑  Overview for HXC - Nasdaq
19. ↑  Index Factsheet - MSCI China Index (USD)
20. ↑  お取引について | 中国株 | 東洋証券
21. ↑  取扱商品一覧 - 支店取引｜内藤証券
22. ↑  中国（香港・上海・深圳） | アイザワ証券
23. ↑  中国株のお取引方法と手数料｜外国株式｜東海東京証券株式会社
24. ↑  中国株式 | 外国株式・海外ETF | 楽天証券